# 日本私立薬科大学協会
一般社団法人日本私立薬科大学協会（にほんしりつやっかだいがくきょうかい）は、私立薬科大学によって構成されている社団法人。国公立薬科大学は、国立大学協会や公立大学協会に加盟している。元厚生労働省高等教育局私学部私学行政課（医学教育課）所管。

## 沿革
- 1977年6月10日 - 任意団体として設立
- 1985年5月17日 - 社団法人化

## 活動内容
私立薬科大学の資質向上と教員の研修などを行っている。